# ادمون والاس
ادمون والاس (بالفرنسية: Edmond Wallace)‏ هو مبارز بالسيف فرنسي، ولد في 4 أكتوبر 1876 في سان مور ديه فوسيه في فرنسا، وتوفي في 18 أغسطس 1915 في باريس في فرنسا.

## وصلات خارجية
- ادمون والاس على موقع اللجنة الأولمبية الدولية (الإنجليزية)
- ادمون والاس على موقع أوليمبيديا (الإنجليزية)